# Simone Sabouret
Simone Sabouret, nascuda Roussel (1893 – ?) va ser una patinadora artística sobre gel francesa que va competir a començaments del segle xx.
El 1920 va prendre part en els Jocs Olímpics d'Anvers, on finalitzà en setena posició en la prova parelles del programa de patinatge artístic junt al seu marit Charles Sabouret. Quatre anys més tard, als Jocs de Chamonix, fou novena en la mateixa prova.